# Pla Mià
Los Plans és una plana de camps de conreu del terme municipal de Conca de Dalt, a l'antic terme de Toralla i Serradell, al Pallars Jussà, en territori que havia estat del poble de Serradell.
Es troba a ponent de Serradell, a la dreta del riu de Serradell i a l'esquerra del seu afluent, el barranc dels Plans. És a migdia de Justinyà, al sud-est de los Plans, al sud-oest del Tros de Santa Maria, a llevant de lo Boïgot Rodó. L'Obac de Serradell s'estén damunt i al sud-est del Pla Mià.